# Eugênia Álvaro Moreyra
Eugênia Álvaro Moreyra (Juiz de Fora, 1898. március 6. – Rio de Janeiro, 1948. június 16.) brazil színész és újságíró. 

## Élete és pályafutása
Férje a költő és író Álvaro Moreyra volt. A kommunista elveket valló hölgy úttörő szerepet töltött be a brazil feminizmusban.